# Intento de golpe de Estado en Liechtenstein de 1939
El intento de golpe de Estado en Liechtenstein de 1939, también conocido como el „golpe de anexión“ (en alemán: Anschlussputsch) fue un fallido golpe de Estado del Movimiento Nacional Alemán en Liechtenstein (Volksdeutsche Bewegung in Liechtenstein o VDBL) el 24 de marzo de 1939 diseñado para provocar la anexión de Liechtenstein por la Alemania nazi.
El plan era que los miembros de la VDBL marcharan sobre Vaduz y tomaran el control del gobierno, lo que se esperaba que causara enfrentamientos entre ellos y el gobierno incumbente. Luego, tropas alemanas se trasladarían a Liechtenstein en respuesta a una llamada de ayuda e incorporarían el país a Alemania. El plan fracasó cuando los opositores al golpe detuvieron al VDBL y la mayoría de los miembros fueron arrestados o huyeron. Después de la Segunda Guerra Mundial, varias personas fueron acusadas por sus acciones durante el golpe, de las cuales siete fueron condenadas.

## Antecedentes

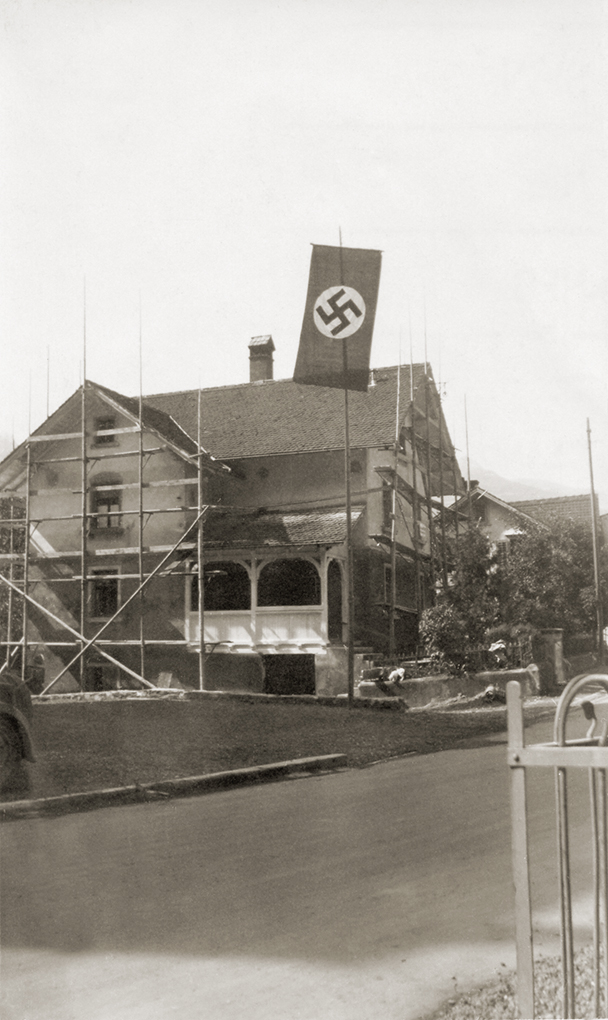
Una esvástica nazi siendo izada en Vaduz, alrededor de 1938.

Los grupos nazis habían existido en Liechtenstein desde 1933, principalmente debido al surgimiento de la Alemania nazi y la introducción de leyes antijudías en Alemania, lo que provocó que Liechtenstein experimentara una gran inmigración judía. Como resultado, hubo una continua agitación antisemita en Liechtenstein durante toda la década de 1930. En particular, el secuestro de los Rotter fue diseñado para ser un impulso para la formación de un grupo nazi organizado en Liechtenstein, pero en cambio debilitó tales esfuerzos durante un tiempo.
El Anschluss de Austria de 1938 proporcionó un impulso para la formación del Movimiento Nacional Alemán en Liechtenstein (VDBL). En línea con el Anschluss, el VDBL abogó por la integración de Liechtenstein en la Alemania nazi, y se asoció con el eslogan, ¡Liechtenstein den Liechtensteinern! (¡Liechtenstein para los habitantes de Liechtenstein!), que transmitía un sentido de populismo racial de derecha en oposición a Francisco José II, el príncipe gobernante de Liechtenstein. Su membresía incluía a muchos miembros del antiguo Servicio Nacional de Liechtenstein, que se había fusionado con la Unión Patriótica en enero de 1936.
Poco después del Anschluss de Austria, la Hauptamt Volksdeutsche Mittelstelle, que tenía relaciones con el VBDL, planeó que el VBDL fuera elegido democráticamente para el poder a través de la financiación de Alemania, luego pondría fin a la unión aduanera con Suiza y se alinearía hacia Alemania, lo que llevaría a una eventual anexión de Liechtenstein a Alemania. Según se informa, los planes fueron apoyados por Joseph Goebbels. Los bloqueó personalmente Adolf Hitler el 18 de marzo de 1938, ya que no quería complicar las relaciones con Suiza.
Se ha especulado que Francisco I había otorgado la regencia a Francisco José el 31 de marzo de 1938, ya que no deseaba permanecer en control del principado si la Alemania nazi invadiera, principalmente porque su esposa, la princesa Isabel de Gutmann, era de origen judío. En el mismo mes, el gobernante Partido Cívico Progresista y la opositora Unión Patriótica formaron una coalición, que fue diseñada para evitar el estancamiento político mientras había una amenaza continua de la Alemania nazi y, lo que es más importante, para evitar que la VBDL ganara algún escaño dentro del Landtag.  La representación proporcional se introdujo por unanimidad en Liechtenstein el 18 de enero de 1939, como fue un punto de compromiso entre las dos partes. El 11 de marzo del mismo año, Francisco José, de acuerdo con ambas partes, disolvió el Landtag y convocó elecciones anticipadas.
Las elecciones solo estaban destinadas a ser utilizadas como un medio para distribuir un número aproximadamente igual de escaños en el Landtag entre los dos partidos, por lo que se conoció como la "elección silenciosa", ya que no se llevó a cabo una votación real. Esto se permitió debido al artículo treinta de la nueva ley de representación proporcional, que establece que "Si uno o más partidos, que representan al menos el 80% de los votos emitidos en las elecciones legislativas anteriores, forman una lista conjunta de candidatos, estos, excluyendo a los otros candidatos propuestos por otros partidos, se declaran elegidos, si menos de 400 personas registradas en las listas electorales no se oponen por escrito en un plazo de 14 días". La cláusula se promulgó debido al deseo de ambos partidos de no celebrar un período de campaña electoral que pusiera en peligro el gobierno de coalición recientemente formado y permitiera que el VBDL pudiera obtener apoyo. Se cree que esta elección programada es la principal motivación para el golpe, ya que muchos dentro de la VBDL la vieron como una última esperanza para ganar poder dentro del país.

## Desarrollo del golpe
El plan fue elaborado por las autoridades nazis en Feldkirch y el líder del VDBL, Theodor Schädler, aunque no fue respaldado por el propio gobierno alemán. El plan era que los miembros del VDBL marcharan sobre Vaduz y tomaran el control del gobierno, lo que se esperaba que causara enfrentamientos entre ellos y el gobierno. Las tropas alemanas de Feldkirch se trasladarían a Liechtenstein en respuesta a una llamada de ayuda e incorporarían el país a Alemania. También se ha especulado que el Volksdeutsche Mittelstelle estuvo involucrado en el golpe. Originalmente estaba planeado para el 22 de marzo de 1939, en el mismo mes de una visita de Francisco José II y Josef Hoop a Berlín, donde se reunieron con Hitler y Joachim von Ribbentrop, pero se retrasó hasta el 24. Esto se acredita con la eliminación del elemento de sorpresa de los preparativos, ya que, según se informa, los empleados de la Deutsche Reichsbahn informaron a las autoridades suizas de las tropas alemanas que se acumulaban en  Feldkirch.
A última hora de la tarde del 24 de marzo, aproximadamente 40 miembros de la VDBL marcharon desde Nendeln hacia Vaduz. Frente a Schaan, los oponentes al golpe se habían reunido para detenerlos y el consejero del gobierno Anton Frommelt, quien bloqueó las líneas telefónicas y contó con la ayuda del parlamentario Ferdinand Risch, convenció a la VDBL para dar marcha atrás. Algunos miembros de la VDBL se reunieron posteriormente fuera de Schaan bajo el liderazgo de Theodor Schädler, pero a muchos otros les fue impedido salir de sus hogares por parte de los opositores. Se suponía que más participantes golpistas cerrarían la carretera Triesen-Balzers y el puente Vaduz-Sevelen a raíz de la invasión alemana, aunque la invasión no ocurrió, ya que fue bloqueada por orden de Hitler después de la intervención de Alois Vogt. En cambio, los miembros de VDBL recurrieron a la instalación de esvásticas en llamas para provocar una intervención de la Alemania nazi.
Vogt se reunió más tarde con Schädler, donde explicó que la invasión alemana no ocurriría, y que permitiría que la policía fronteriza suiza abriera fuego contra los manifestantes de VBDL si no se replegaban. Al darse cuenta de que el golpe fue un fracaso, muchos de los participantes del golpe fueron arrestados o huyeron. Sin embargo, muchos fueron impedidos de huir por los guardias fronterizos tanto en Suiza como en la Alemania nazi una vez que se las autoridades se enteraron del intento de golpe de Estado.

## Consecuencias
Después del fracaso del golpe de Estado, 36 de los más de 100 participantes huyeron a Feldkirch, y otras 76 personas fueron arrestadas e interrogadas, y alrededor de 50 de ellas fueron acusadas. Sin embargo, por miedo a la intervención alemana, todos fueron liberados en diciembre de 1939 con la condición de que abandonaran Liechtenstein. No se sabe exactamente por qué Hitler decidió no intervenir en el golpe, aunque se ha especulado que tenía poco interés en Liechtenstein y que no quería provocar una guerra con Suiza.
Durante el intento de golpe de Estado, una gran mayoría de los judíos que vivían en Liechtenstein huyeron del país a Suiza, aunque la mayoría regresó en los días posteriores a su fracaso. El golpe fue impopular entre la mayoría de la gente en Liechtenstein y generó un fuerte sentido de unidad patriótica. Esto hizo que la Asociación de Lealtad de Liechtenstein aumentara sus operaciones contra la VDBL y lanzara una petición para reafirmar la independencia de Liechtenstein, que recibió 2492 firmas.
El VDBL estaba efectivamente desaparecido después del golpe hasta que fue relanzado por Alfons Goop en 1940. Después de la Segunda Guerra Mundial, doce participantes golpistas fueron juzgados por cargos de alta traición, de los cuales siete fueron condenados en 1946. Alois Batliner, Franz Beck y Josef Frick fueron sentenciados a cinco años de prisión, mientras que Egon Marxer y Goop fueron condenados a 2,5 años, y Alois Kindle, Hermann Marxer y Josef Gassner recibieron sentencias suspendidas de dos meses. Durante la guerra, Batliner había servido en la Schutzpolizei, mientras que Marxer y Goop habían servido en las Waffen-SS en el Frente Oriental.